# Igor Smirnov (schaker)
Igor Smirnov (Oekraïens: Ігор Смирнов) (28 oktober 1987) is een Oekraïense schaker. Hij is een internationaal grootmeester. Hij is ook een gecertificeerd schaaktrainer. Smirnov is actief als officieel schaakleraar via de website van Internet Chess Club. Sinds 2009 heeft hij een graad MSc in de psychologie. Door zijn ervaringen als schaker te combineren met zijn inzichten als psycholoog heeft hij een eigen systeem van schaakeducatie ontwikkeld dat meer de nadruk legt op het verbeteren van het systematisch denken en de psychologische aspecten van de schaker en zijn opponent dan op het doorgeven van kennis. Deze cursussen zijn te verkrijgen via de website van Igor Smirnov.
- Van 16 t/m 24 mei 2005 speelde hij mee in de halve finale om het kampioenschap van Oekraïne en won het toernooi met 7 punten uit negen ronden.
- Van 24 augustus t/m 2 september 2005 speelde hij mee in het knock-outtoernooi om het kampioenschap van Oekraïne in Rivne dat door Aleksandr Aresjtsjenko gewonnen werd.
- Behaalde in 2009 de eerste plaats in de Kasparov’s Cup.